# 生駒家宗
生駒 家宗（いこま いえむね）は、戦国時代の武将。織田氏の家臣で、小折城主。通称は蔵人。

## 出自と関係性
『生駒系図』『寛政譜』によれば、生駒氏は、藤原北家の参議房前の末裔で、忠仁公藤原良房の孫時平の裔孫にして、良房が大和国平群郡生駒郷に山荘をもうけたときに、子孫が生駒郷谷口村に土着したものという。ただし、家宗の祖父にあたる氏祖の生駒左京進家広以前の歴代は全く不明で、先祖についても仮冒と思われる。
生駒家広は、大和国生駒郷から尾張国丹羽郡小折（現江南市大字小折）に移住して、小折城を構えたといい。これは生駒屋敷とも呼ばれる。生駒氏は初め馬借を生業としていた商業的性格の強い土豪であった。
父の豊政は、織田信秀の弟である織田信康に仕えており、家宗も信康とその子の織田信清に仕えた。信清は後に独立勢力となって、織田信長との関係を悪化させるが、それは永禄年間のことであり、家宗が生きていた頃には生駒家は単に信秀-信長の陪臣という立場であった。
豊政は土田政久（生駒親重、信正、甚助）を猶子として生駒家の家督を譲ったので、豊政の男子は本家を継げなかった。『生駒家伝』は政久を家広の女婿とするが、江戸時代の尾張生駒家は強く否定したという。『織田系譜』など諸系図は、織田信秀の正室で、信長の母である土田御前を「土田政久の娘」とするが、『武功夜話』を初めて紹介した人物でもある滝喜義は自著『前野文書が語る戦国史の展開』で、土田御前は土田秀久の娘、政久の妹としている。土田御前には美濃土田氏とは無関係とする説もあるが、政久か秀久の娘であれば、家宗も信長の外戚筋であったことになる。
家宗は、三河国の国衆西尾吉次の姉を妻として、家長、久庵桂昌（『武功夜話』での俗名は吉乃（きつの））、他二男二女をもうけた。久庵の最初の夫である土田弥平治（弥平次）は、『土田系譜』によれば、秀久の養子となった家宗の兄弟の土田久通（土田甚介）の次男であり、生駒親正※は長男、三男は弥十郎とされている。長幼の序は不明だが、同系譜の通りならば、久庵と弥平治はいとこ同士であったことになる。
土田弥平治は従来は、千代女代筆『武功夜話』にある弘治2年（1556年）9月に明智長山城が落城した際に討死したとされてきたが、これだと織田信忠の出生年（弘治3年正月）とは4ヶ月しかなく、計算合わないことが疑問とされてきたが、前野村由来記および雄翟武功夜話によると、弘治2年9月に長山城の田の浦で討死したのは、末弟の土田弥十郎の方であり、土田弥平治は天文23年（1553年）に土田山城（土田城）の攻防で討死したのであって、兄弟の取り違えであったという。であるならば、天文23年以後に夫の戦死によって実家（生駒屋敷）に戻った娘のもとに、信長が訪れるようになり、弘治2年中に信忠を身ごもったとすれば、計算が合う。
また、信長と家宗の娘も、土田御前が秀久の娘であるとすれば、いとこ同士にあたるが、弥平治とは違って血の繋がりはなかったことになる。
生駒家は3代家宗の頃に次第に富力と勢力を蓄え、小折城は尾張の土豪の出入りが多くなり、信長の尾張平定の拠点としてその役割を遺憾なく発揮した。
弘治2年（1556年）、家宗は外舅となる前に亡くなったが、子の家長は信長に馬廻りとして仕えた。織田と生駒の密接な関係はその後も続き、次男の織田信雄も生駒屋敷で生まれている。

## 登場作品
テレビドラマ
- 織田信長（1994年、演：水上功治）